# 1 iunie (calendar ortodox)

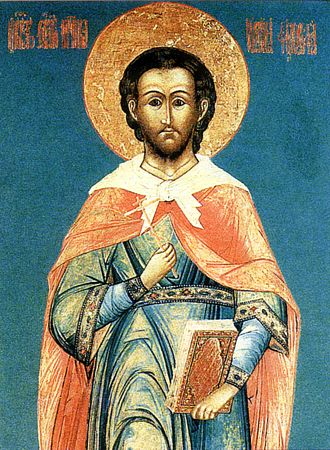
Iustin Filozoful

1 iunie în calendarul ortodox:

## Sfinți
- pomenirea Sfântului Mucenic Iustin Filozoful.
- pomenirea Sfinților Mucenici Iust, Iustin, Hariton, Harita fecioara, Evelpist, Ierax, Peon și Valerian.
- pomenirea Sfântului Mucenic Firm.
- pomenirea Sfântului Mucenic Tespesie.
- pomenirea Sfântului Iustin de la Celie

## Decese
1873: Gheorghe Bibescu, Domn al Țării Românești între 1842 - 1848 (n. 1804)